# 和田家住宅 (岸和田市)
和田家住宅（わだけじゅうたく）は、大阪府岸和田市に所在する歴史的建築物。主屋等が国の登録有形文化財に登録されている。

## 概要
2002年8月21日、以下が国の登録有形文化財となる。
- 主屋
  - 1930年（昭和5年）建築。建築面積390平方メートル。南西を正面とする総二階建、入母屋造、瓦葺。Ｌ字形平面構造で突出部は漆喰塗とし、やはり入母屋造の玄関を設ける。洋室は趣向が凝らされ、洗練された座敷飾を備えた客間、吹き抜けの内玄関を有する和風住宅[1]。
- 長屋門
  - 昭和5年建築。建築面積36平方メートル。主屋の玄関正面、屋敷の南隅に建ち、入母屋造、本瓦葺。通例の形式を簡略して正面右半分に欅を多用する門口を設け、左半分は床張の伴部屋とする。真壁造で腰を簓子下見板張、壁中央に出格子窓が付されている[2]。
- 勝手口門、東塀、外塀、内塀、待合、離れ、外蔵、内蔵

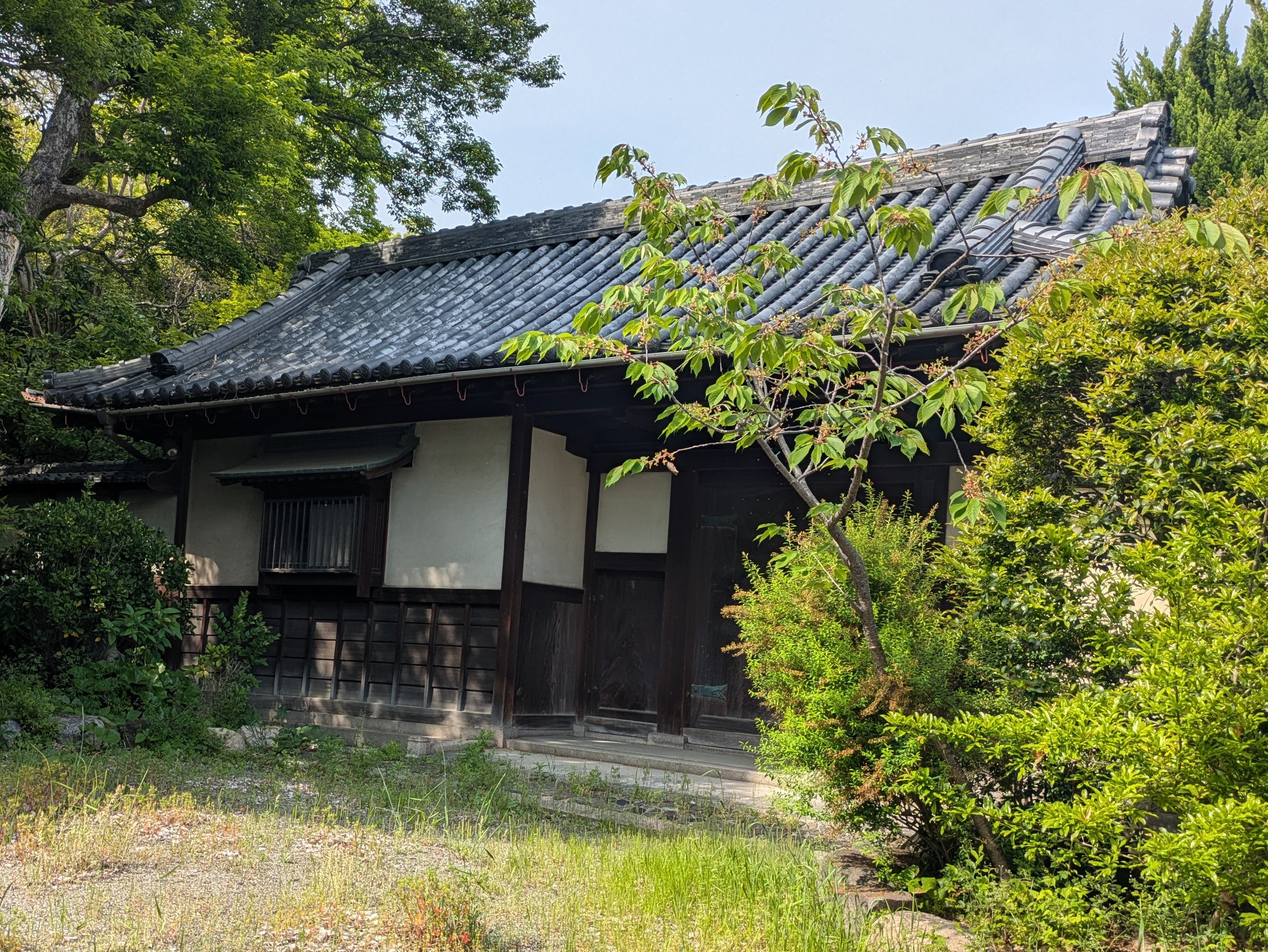
長屋門
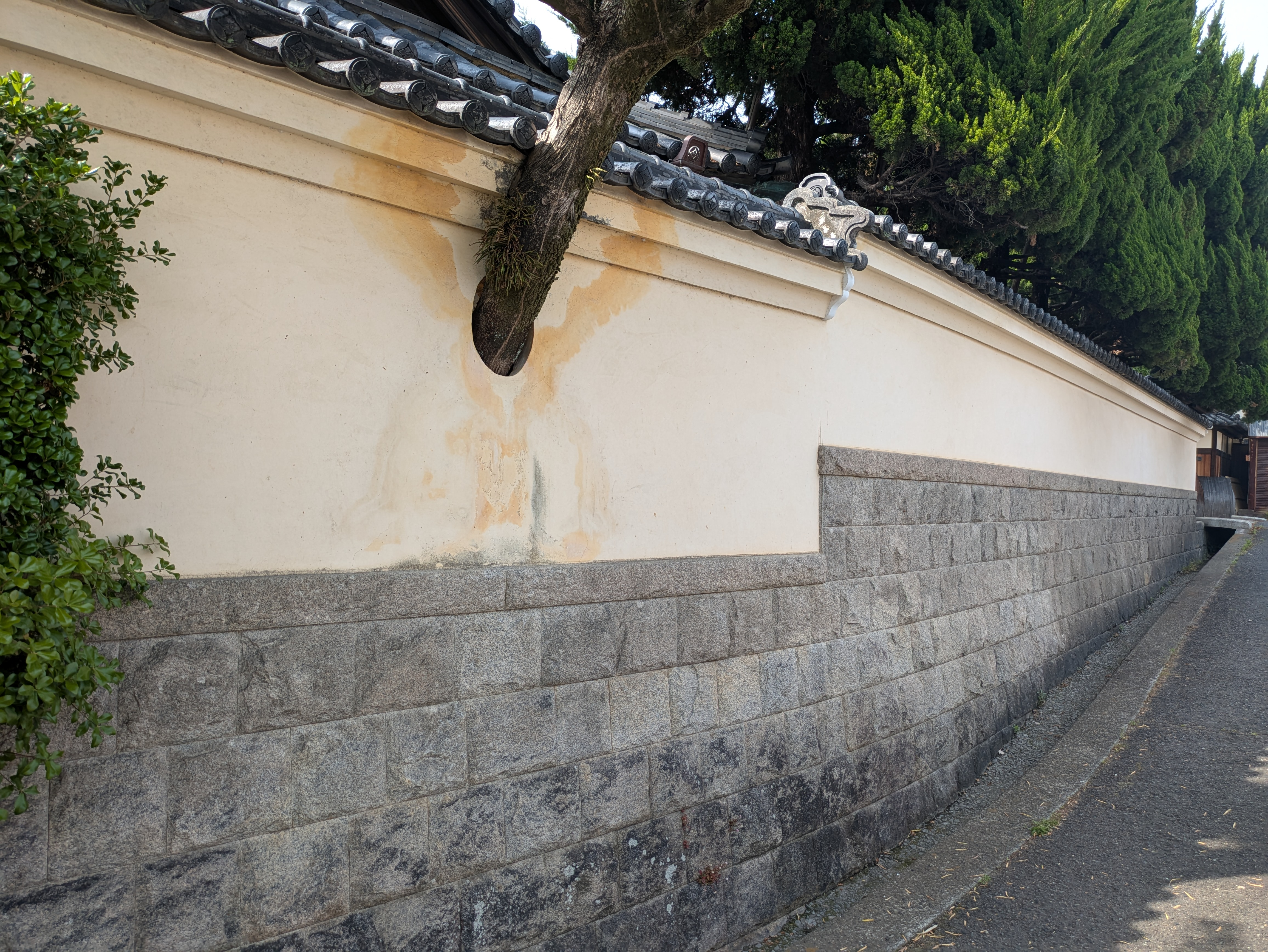
東塀

## 交通アクセス
- 南海本線岸和田駅より徒歩5分